# Turismens Fællesråd
Turismens Fællesråd (TF) var et dansk paraplyorganisation, der samlede organisationer og brancheforeninger indenfor turismeerhvervet.
Rådet blev etableret i 1987 og beskæftigede sig med turismens udfordringer generelt. Ministerierne anerkendte organisationen som høringspart i spørgsmål vedrørende turisme.
Arne Melchior var organisationens formand fra etableringen og frem til 1993. I samme periode var Jørgen Hansen direktør.
Turismens Fællesråd mistede frem mod årtusindskiftet HORESTA som medlem. Flere forsøg på at få HORESTA til at bakke op om rådet på ny mislykkedes, hvilket svækkede organisationens styrke over for Folketinget. Også fagforbundet HK Service havde forladt Turismens Fællesråd. Tidligere folketingsformand Erling Olsen forsøgte sig som mæglingsmand i sagen, men lykkedes ikke. Foreningens sidste formand var Frederik Anker Heegaard. På en ekstraordinær generalforsamling i maj 2001 nedlagde organisationen derfor sig selv.